# Mario Vaquerizo
Mario Vaquerizo Caro (Lora del Río; 5 de julio de 1974) es un cantante, humorista y colaborador de radio y televisión español. Logró fama en España por el reality show Alaska y Mario de MTV España. En él se mostró su vida diaria junto a la cantante Alaska, con quien está casado. También por sus colaboraciones en diversos programas de radio y televisión como El hormiguero o AR, así como Yu No Te Pierdas Nada. Además ha participado en la película Hotel Transylvania dando voz a Frankenstein y a Nobita Nobi en el filme de Doraemon.

## Biografía
Hijo del matrimonio formado por Ángel Vaquerizo (n. 09/01/1945) y la sevillana Ángeles Caro (n. 26/02/1951), pasó su infancia y juventud en el barrio madrileño de Vicálvaro. Su hermano mayor, Ángel, falleció en un accidente de tráfico el 8 de agosto de 2004 a los 32 años. También tiene una hermana menor, Marta, quien es integrante de las Nancys Rubias. Estudió Periodismo en la Complutense de Madrid, y en el año 2015 decidió volver a las mismas aulas para formarse en Biblioteconomía y Documentación, sin acabar ninguna de las carreras. Está casado con la cantante Alaska desde 1999 en Las Vegas y desde 2011 en España. En 2024 sufrió una importante caída en Cáceres tras precipitarse desde una peana giratoria durante una actuación.

## Trayectoria profesional
Está licenciado en Periodismo por la Universidad Complutense de Madrid. Ha colaborado en medios como El País de las Tentaciones, Vanidad, Primera Línea, Rolling Stone, In Touch, Canal+ o La Razón Vida sin Rock. En 1999 comenzó a trabajar en la discográfica Subterfuge, en el departamento de promoción. Entre los grupos cuyos discos ayudó a lanzar estaba Fangoria, el grupo de Alaska y Nacho Canut. Ese fue el inicio de su relación con Olvido Gara, en cuya pareja se convirtió y con la que se casó en Las Vegas en noviembre de ese año, un matrimonio que solo era válido en el estado estadounidense de Nevada. 
Es y ha sido representante o agente de prensa de Fangoria, Dover, Merche y Silvia Superstar, así como de las actrices Elsa Pataki y Leonor Watling. Además, es el vocalista principal de Nancys Rubias, un grupo de pop electrónico especializado en versiones, en el que adopta el nombre artístico de "Nancy Anoréxica" y que está formado por Susie Pop ("La verdadera Nancy Rubia", fallecida en 2008), Marta Vaquerizo ("Nancy O"), Juan Pedro ("Nancy Travesti") y Miguel Balazategui ("Nancy Reagan"). Han publicado cinco discos con Warner Music, entre sus temas más conocidos están "Me Da Igual", "Peluquitas", "Sálvame", "Corazón de Hielo" o "Di que Sí".
En 2009, funda el sello discográfico Black Mass Records, especializado en ediciones de black metal, drone y death metal.
En 2014, presenta su nuevo libro, Fabiografía, un libro que narra la biografía en primera persona de Fabio McNamara, personaje emblemático de la Movida Madrileña.
En 2016 participó en el disco colaborativo de Javi Cantero "Recordando al Fary" en canciones como "La Mandanga". Desde febrero de 2016 y hasta diciembre de 2017, colaboró junto a su esposa Alaska en el programa Likes de la cadena #0 presentado por la presentadora Raquel Sanchez Silva.
Desde el sábado 30 de abril de 2016 y hasta agosto del mismo año, fue entrenador junto con Alaska en Levántate All-Star en Telecinco.
Desde marzo de 2017 y hasta marzo de 2018, participó en Zapeando teniendo una sección semanal. En octubre de 2019 se confirmó que concursaría en la octava edición de Tu cara me suena, dónde imitó a cantantes tan dispares como John Travolta en Grease, Raffaella Carrà, Paul Stanley, Lola Flores, Paulina Rubio e incluso a dúo con su mujer Alaska a Sabrina y Samantha Fox, respectivamente.
En 2019 hace una canción para un anuncio de Pantene, titulada "Emergencia Capilar". En 2020 y 2021 sacó nuevas versiones de dicha canción.
Participó en 2023 en un vídeo promocional del turismo en la Comunidad de Madrid para FITUR.

## Discografía
Con Nancys Rubias
- 2005: Nancys Rubias
- 2007: Gabba Gabba Nancy
- 2009: Una cita con Nancys Rubias
- 2011: Ahora o nunca
- 2012: Nancys Hits
- 2017: Marcianos Ye-Yés
- 2023: Orquesta Nancy

## Filmografía
| Año  | Película                | Papel                                  | Notas |
| ---- | ----------------------- | -------------------------------------- | ----- |
| 2001 | I love you baby         | Mario Vaquerizo                        | Cameo |
| 2012 | Hotel Transylvania      | Frankenstein (voz de Kevin James)      | Voz   |
| 2014 | Torrente 5              | Siniestro                              | Cameo |
| 2014 | Stand by Me Doraemon    | Nobita Nobi (voz de Satoshi Tsumabuki) | Voz   |
| 2015 | Hotel Transylvania 2    | Frankenstein (voz de Kevin James)      | Voz   |
| 2017 | Emoji: la película      | Caca (voz de Patrick Stewart)          | Voz   |
| 2018 | Cavernícola             | Lord Nooth (voz de Tom Hiddleston)     | Voz   |
| 2018 | Sin rodeos              | Mario Vaquerizo                        | Cameo |
| 2018 | Hotel Transylvania 3    | Frankenstein (voz de Kevin James)      | Voz   |
| 2020 | Bob Esponja: Al Rescate | Poseidón (voz de Matt Berry)           | Voz   |

## Trayectoria televisiva

### Programas de televisión
| Año             | Programa                              | Cadena                  | Notas                         |
| --------------- | ------------------------------------- | ----------------------- | ----------------------------- |
| 2011-2015; 2018 | Alaska y Mario                        | MTV y Paramount Network | Protagonista                  |
| 2011-2015       | El hormiguero                         | Antena 3                | Colaborador                   |
| 2012-2015       | Feliz Año Neox                        | Neox                    | Presentador                   |
| 2016-2017       | Likes                                 | #0                      | Colaborador                   |
| 2016-2018       | Hipnotízame                           | Antena 3                | Participante                  |
| 2016-2018       | Las Campos                            | Telecinco               | Colaborador                   |
| 2016            | Levántate All Stars                   | Telecinco               | Capitán                       |
| 2017-2018       | Zapeando                              | La Sexta                | Colaborador                   |
| 2018            | MasterChef Celebrity                  | La 1                    | Concursante - 3.er finalista  |
| 2020-2021       | Tu cara me suena                      | Antena 3                | Concursante - 8.º clasificado |
| 2020            | Me resbala                            | Antena 3                | Participante                  |
| 2020            | Typical Spanish                       | La 1                    | Participante                  |
| 2021            | El juego de los anillos               | Antena 3                | Participante                  |
| 2021            | ¿Quién quiere ser millonario?         | Antena 3                | Participante                  |
| 2022            | Secret Story: la casa de los secretos | Telecinco               | Colaborador                   |
| 2022            | Los miedos de...                      | Cuatro                  | Participante                  |
| 2022-2023       | MasterChef Especial Navidad           | La 1                    | Concursante - 3.er finalista  |
| 2023-2025       | Tardear                               | Telecinco               | Colaborador                   |
| 2024            | El desafío                            | Antena 3                | Concursante - 8.º clasificado |

#### Como invitado
| Año                   | Programa               | Cadena                 | Notas       |
| --------------------- | ---------------------- | ---------------------- | ----------- |
| 2005                  | Música 1               | La 1                   | 1 programa  |
| 2006                  | Carta Blanca           | La 2                   | 1 programa  |
| 2007                  | Arucitys               | 8tv                    | 1 programa  |
| 2012                  | APM?                   | TV3                    | 1 programa  |
| 2015                  | En la tuya o en la mía | La 1                   | 1 programa  |
| 2015                  | Navidad Gigante        | Telecinco              | 1 programa  |
| 2017                  | Mi casa es la tuya     | Telecinco              | 1 programa  |
| 2015; 2017-2020; 2023 | El hormiguero          | Antena 3               | 7 programas |
| 2019; 2021-2023       | MasterChef Celebrity   | La 1                   | 4 programas |
| 2019-2020             | MasterChef Junior      | La 1                   | 2 programas |
| 2021; 2023            | MasterChef             | La 1                   | 2 programas |
| 2021                  | Un año de tu vida      | Canal Sur              | 1 programa  |
| 2021                  | Un año más 2021        | La 1                   | 1 programa  |
| 2021-2022             | El show de Bertín      | Canal Sur / Telemadrid | 1 programa  |
| 2021-2022             | La noche D             | La 1                   | 2 programas |
| 2021-2022             | ¡Viva la fiesta!       | Telecinco              | 2 programas |
| 2022-2023             | Gente maravillosa      | Canal Sur              | 2 programas |
| 2023                  | Déjate querer          | Telecinco              | 1 programa  |
| 2023                  | Así es la vida         | Telecinco              | 1 programa  |

| Año  | Programa de televisión               | Notas      |
| ---- | ------------------------------------ | ---------- |
| 2005 | XIX Premios Goya                     |            |
| 2005 | Corazón                              |            |
| 2006 | Aquí hay tomate                      |            |
| 2007 | Cómo conseguir un papel en Hollywood | Documental |
| 2007 | Noche Hache                          |            |
| 2007 | El orfanato llega a Hollywood        | Documental |
| 2008 | Europasión                           |            |
| 2008 | Versión española                     |            |

### Series de Televisión
| Año       | Serie             | Cadena    | Personaje | Capítulos    |
| --------- | ----------------- | --------- | --------- | ------------ |
| 2012-2019 | La que se avecina | Telecinco | Él mismo  | 3 episodios  |
| 2017-2018 | Ella es tu padre  | Telecinco | Él mismo  | 7 episodios  |
| 2019      | Paquita Salas     | Netflix   | Él mismo  | 1 episodio   |
| 2020      | Palacio Duval     |           | Él mismo  | ¿? episodios |